# Viile Tecii
Viile Tecii – wieś w Rumunii, w okręgu Bistrița-Năsăud, w gminie Teaca. W 2011 roku liczyła 1125 mieszkańców.